# Södra Porrtjärnen
Södra Porrtjärnen är en sjö i Degerfors kommun i Närke och ingår i Göta älvs huvudavrinningsområde.